# Adrián Bone
Adrián Javier Bone Sánchez (ur. 8 września 1988 w Esmeraldas) – ekwadorski piłkarz występujący na pozycji bramkarza, obecnie zawodnik El Nacional. Jego brat Elvis Bone również jest piłkarzem.

## Kariera klubowa
Bone jest wychowankiem zespołu SD Aucas z siedzibą w stołecznym mieście Quito, jednak nie mogąc wywalczyć sobie miejsca w wyjściowym składzie, jako osiemnastolatek udał się na wypożyczenie do trzecioligowego LDU Cuenca, którego barwy reprezentował przez kilka miesięcy. Po powrocie do Aucas, które pod jego nieobecność spadło do drugiej ligi ekwadorskiej, wciąż pełnił rolę rezerwowego, a w styczniu 2008 przeniósł się do innej drużyny ze stolicy, występującego w najwyższej klasie rozgrywkowej CD Espoli. Tam musiał czekać na szansę gry przez dwa sezony, nie potrafiąc wygrać rywalizacji o miejsce między słupkami z reprezentantami kraju; najpierw z Máximo Banguerą, a następnie z Jacinto Espinozą. Dopiero po odejściu drugiego z nich został pierwszym golkiperem Espoli, w ekwadorskiej Serie A debiutując 20 lutego 2010 w przegranym 0:2 spotkaniu z Deportivo Quito, kiedy to pojawił się na placu gry w miejsce kontuzjowanego Edwina Villafuerte. Ogółem w barwach Espoli występował przez trzy lata, nie odnosząc większych sukcesów.
Wiosną 2011 Bone został zawodnikiem kolejnego stołecznego zespołu, Deportivo Quito, z którym w sezonie 2011 wywalczył swój premierowy tytuł mistrza Ekwadoru, jednak pozostawał wówczas głównie rezerwowym dla starszego o szesnaście lat Marcelo Elizagi. Niepodważalną pozycję w pierwszej jedenastce zapewnił sobie w maju 2012, po zakończeniu kariery przez konkurenta, a stracił ją ponownie kilka miesięcy później, po przyjściu do ekipy nowego bramkarza Fabiána Cariniego. Wobec tego w marcu 2013 zdecydował się na wypożyczenie do czwartej już w swojej karierze ekipy z Quito – El Nacional, gdzie od razu został podstawowym golkiperem. Po upływie roku jego udane występy zaowocowały wykupieniem go na stałe przez władze klubu za sumę 800 tysięcy dolarów.

## Kariera reprezentacyjna
W seniorskiej reprezentacji Ekwadoru Bone zadebiutował za kadencji kolumbijskiego selekcjonera Reinaldo Ruedy, 2 września 2011 w wygranym 5:2 meczu towarzyskim z Jamajką.